# Megachile minima
Megachile minima är en biart som beskrevs av William Harris Ashmead 1900. Megachile minima ingår i släktet tapetserarbin, och familjen buksamlarbin. Inga underarter finns listade i Catalogue of Life.